# Egidio (personaggio)
Egidio è un personaggio immaginario presente ne I promessi sposi, romanzo di Alessandro Manzoni.

## Biografia del personaggio
Questo personaggio compare nei capitoli X e XX: la Monaca di Monza lo descrive come uno scellerato, ma anche come il suo amante. Nel ventesimo capitolo, su richiesta di Don Rodrigo, l'Innominato acconsente al rapimento di Lucia che viene condotta nel castello; Egidio è in questa situazione una pedina molto importante in quanto, come grande amico di questo potentissimo signore, organizza il rapimento e convince anche Gertrude a prendere parte all'ignobile vicenda: per questo dunque Manzoni lo definirà "lo sciagurato Egidio".
Il nome del reale seduttore di suor Virginia de Leyva è Gian Paolo Osio, un nobilotto arrogante e violento: egli è il complice e l'amante della Monaca di Monza.

## Nella cultura di massa
Gianni Brera definì il calciatore del Milan Egidio Calloni "lo sciagurato Egidio", con riferimento ai numerosi gol facili sbagliati dall'attaccante. Prendendo spunto dalla definizione breriana, Giorgio Porrà ideò una trasmissione su Tele+/Sky intitolata appunto Lo sciagurato Egidio.